# 무라마츠 야스오
무라마츠 야스오(일본어: 村松康雄, 1933년 4월 6일~2024년 4월 11일)는 일본의 배우, 성우, 내레이터이다. 그는 오피스 가오루의 창립자였다. 무라마츠는 2024년 4월 11일 91세의 나이로 사망했다.

## 작품

### 텔레비전 애니메이션
- 몬스터왕자 몽짱
- 카무이전
- 플랜더스의 개 (애니메이션)
- 빨강머리 앤 (애니메이션)
- 소공녀 세라
- 시골소녀 폴리아나
- 바람의 검심
- 명탐정 코난
- 길가메시 (애니메이션)
- 원피스 (만화)
- 스티치! 새로운 모험
- 나루토 (애니메이션)
- 관희 챠이카

### OVA
- 기동전사 건담 0080 주머니 속의 전쟁
- 블랙 잭 (만화)

### 극장 애니메이션
- 기동전사 건담
- 극장판 도라에몽: 진구의 천지창조
- 짱구는 못말려 극장판: 폭풍을 부르는 석양의 떡잎마을 방범대
- 짱구는 못말려 극장판: 습격!! 외계인 덩덩이